# Gelasia villosa
Gelasia villosa — вид квіткових рослин з родини айстрових (Asteraceae).

## Поширення
Країни поширення: Італія (у т. ч. Сицилія), Боснія і Герцеговина, Чорногорія, Хорватія, Словенія, Сербія.

## Галерея

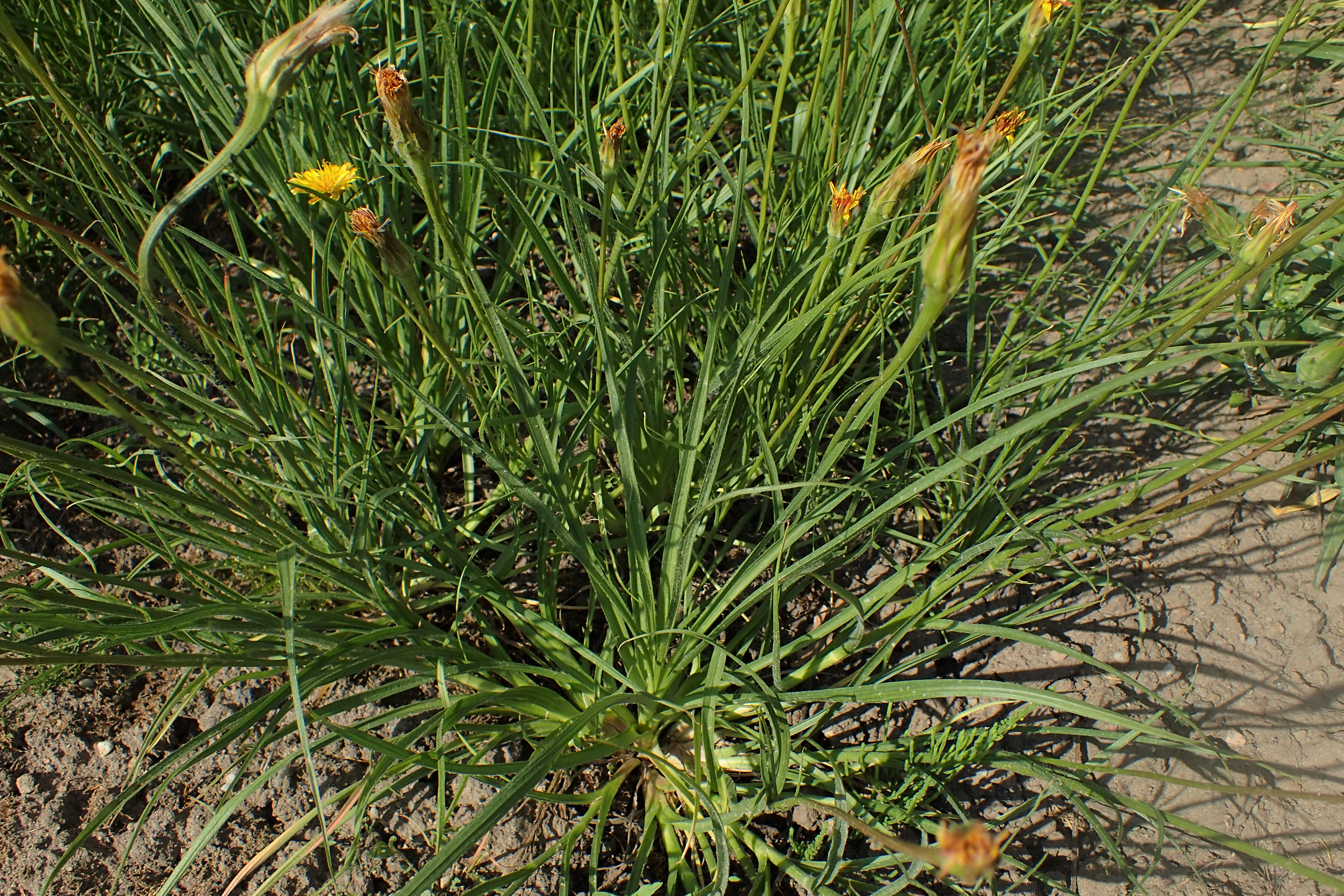
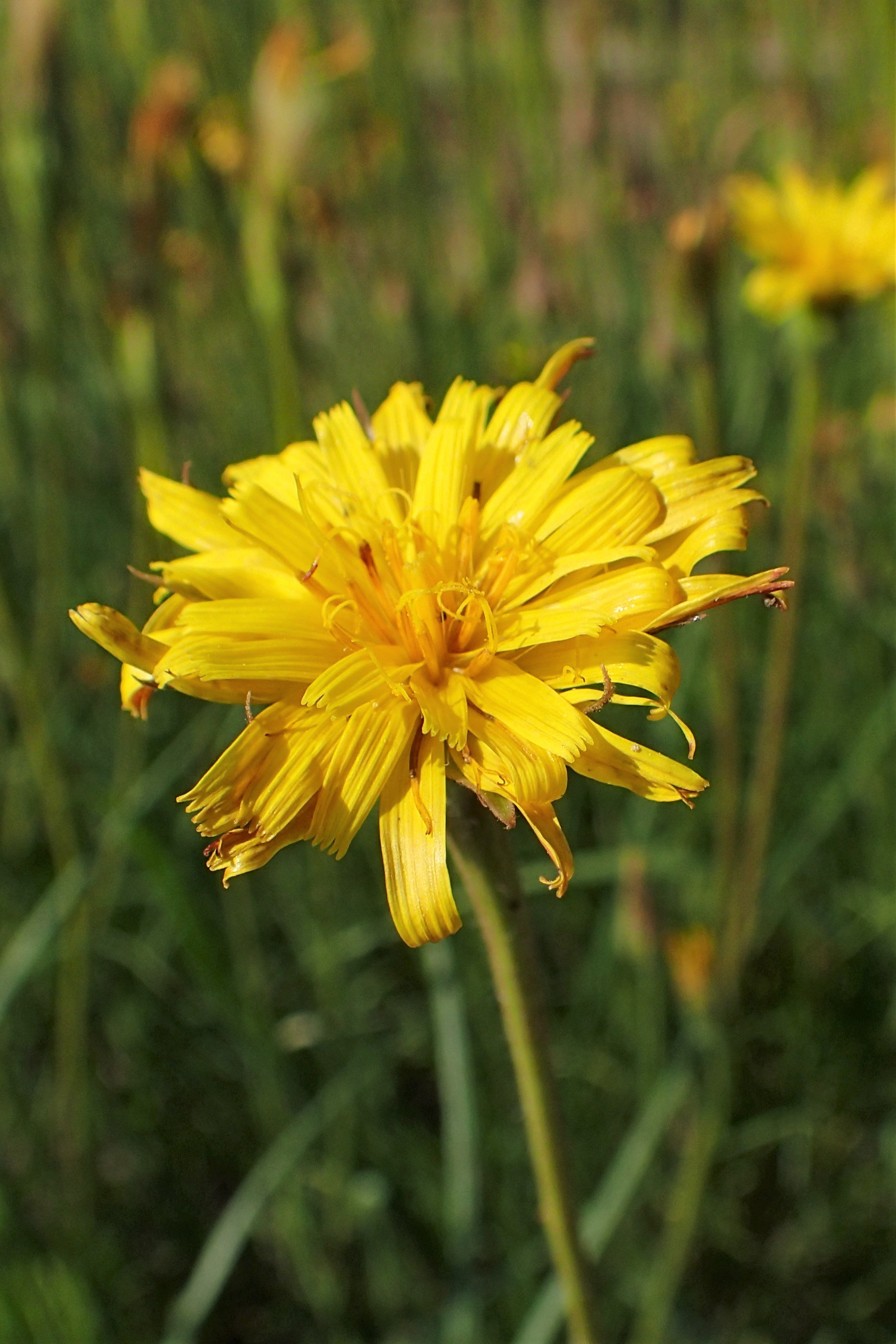
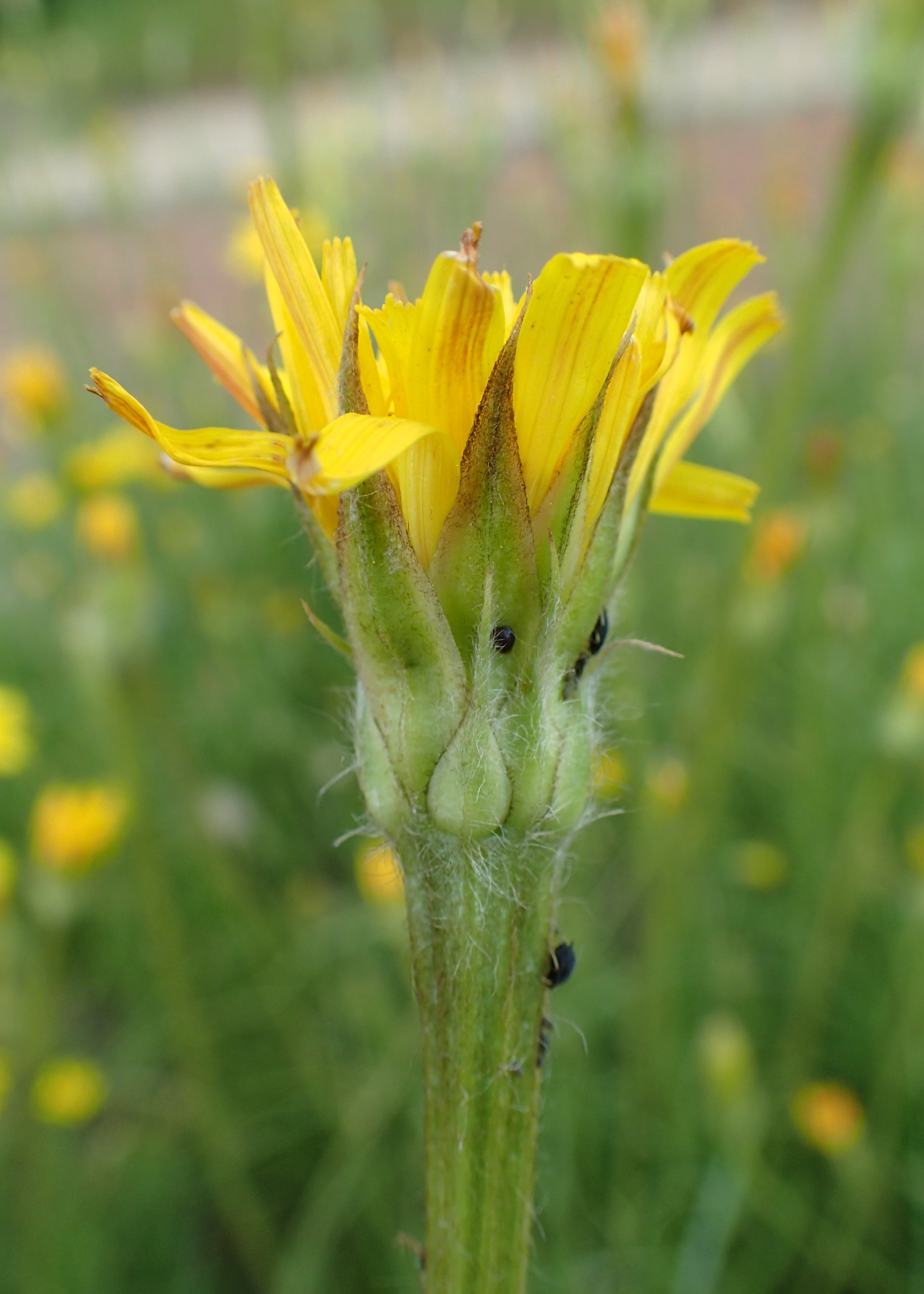
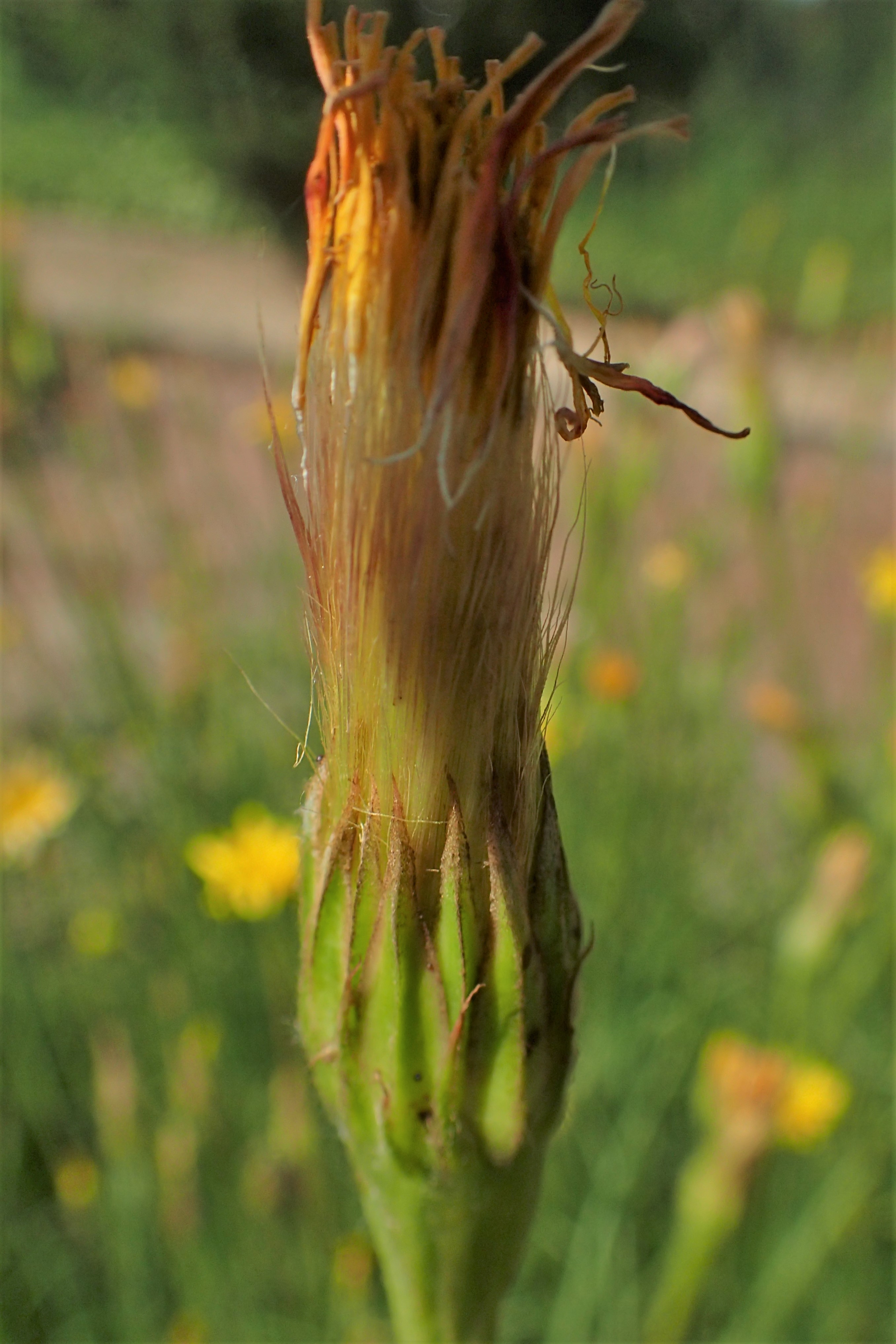